# Rickmer Rickmers
«Ри́кмер Ри́кмерс» (нем. Rickmer Rickmers) — трёхмачтовый парусный барк со стальным корпусом, с 1987 года пришвартованный как корабль-музей в Гамбурге (Германия).

## Служба
Корабль с полным парусным вооружением «Rickmer Rickmers» был спущен на воду в августе 1896 года с верфи бремерхафенской судоходной компании Рикмера Класена Рикмерса и назван в честь трёхлетнего внука судовладельца.
Первый рейс под командой капитана Германа Генриха Алерса (нем. Hermann Hinrich Ahlers) судно совершило в Гонконг, откуда доставило в Германию груз риса и бамбука. Всего было выполнено двенадцать таких рейсов туда и обратно, в основном через США или Дальний Восток. В рейсе 1903-1904 годов парусник потерял бизань-мачту во время урагана в Индийском океане и зашёл для ремонта в порт Кейптауна, где по соображениям стоимости был переоснащен в барк.
В 1912 году гамбургская судоходная компания «Carl Christian Krabbenhöft» приобрела корабль и переименовала его в «Max». В течение следующих лет он использовался для перевозки угля из Уэльса в Чили и селитры из Чили в Европу. В 1914 году, уже после начала Первой мировой войны, парусник бросил якорь у Азорских островов, принадлежащих нейтральной Португалии. Здесь он был арестован, а в 1916 или в 1917 году конфискован, передан англичанам и под новым именем «Flores» стал перевозить военные грузы, однако по окончании войны возвращен португальцам.
В 1924 году португальский военный флот переоборудовал барк в тренировочное судно под названием «Sagres». В 1930 году были установлены два вспомогательных дизельных двигателя. В 1958 году корабль выиграл регату Tall Ships' Races, опередив норвежский парусник Christian Radich.
В 1962 году, после приобретения нового учебного корабля, барк был переименован в «Santo Andre» и в качестве блокшива поставлен на прикол в арсенале Алфайте недалеко от Лиссабона.

## Музей
Учрежденное в 1974 году «Общество гавани Гамбурга» (нем. Hamburger Hafen-Verein) поставило своей целью приобретение крупного парусника, который мог бы служить городу одновременно и музеем, и достопримечательностью. В 1983 году переговоры с ВМФ Португалии успешно завершились и судно было отбуксировано в Гамбург. После длительной реставрации «Рикмер Рикмерс» открыл свои двери для посетителей в сентябре 1987 года.
Максимальная высота восстановленной мачты составляет 54 метра. Посетителям разрешается подниматься по вантам на высоту до 30 метров для обзора.
«Фонд Рикмера Рикмерса» (нем. Stiftung Rickmer Rickmers) за особые заслуги присуждает некоторым своим спонсорам звание почетного капитана. По состоянию на 2022 год этой чести были удостоены 19 человек или организаций.

## Галерея

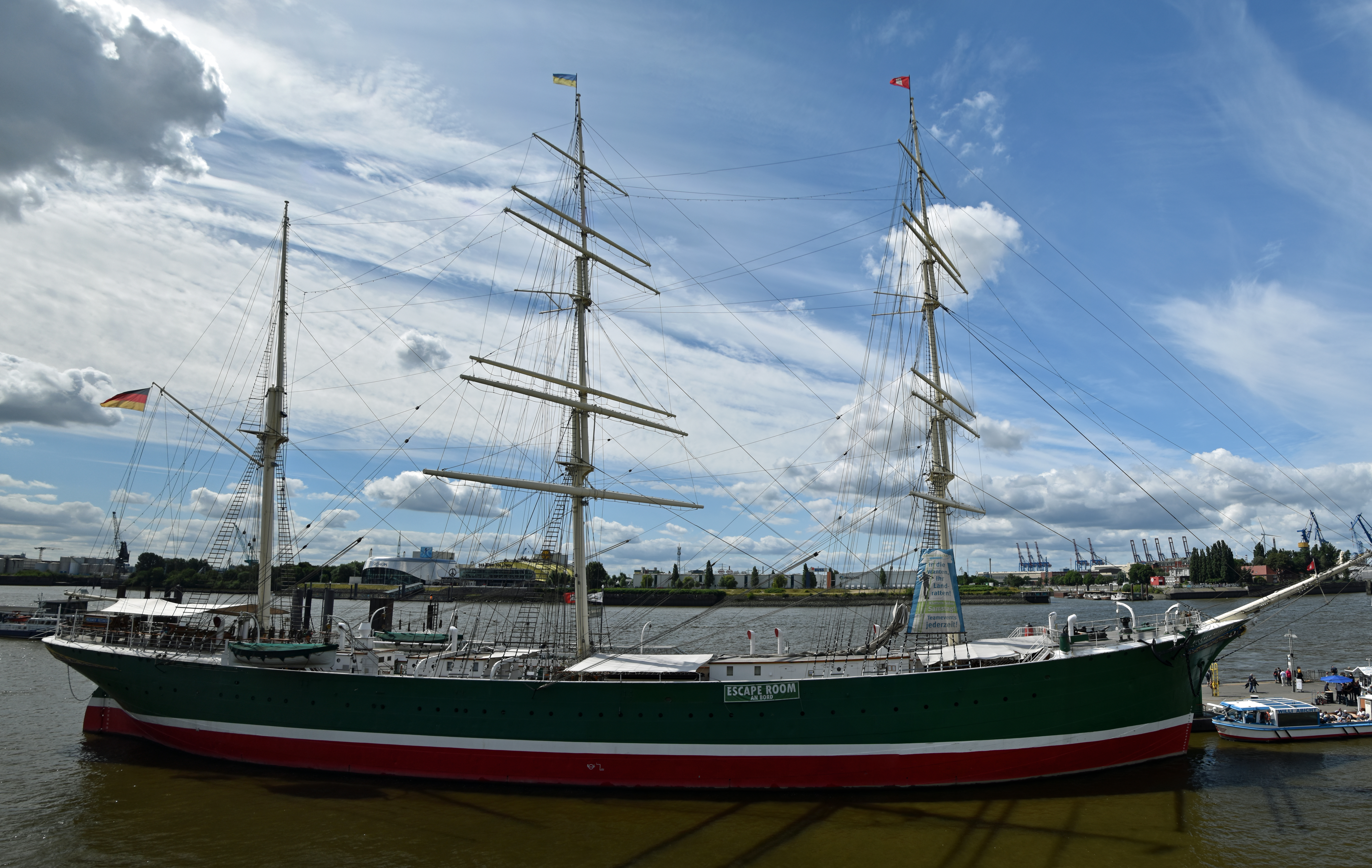
Крупным планом
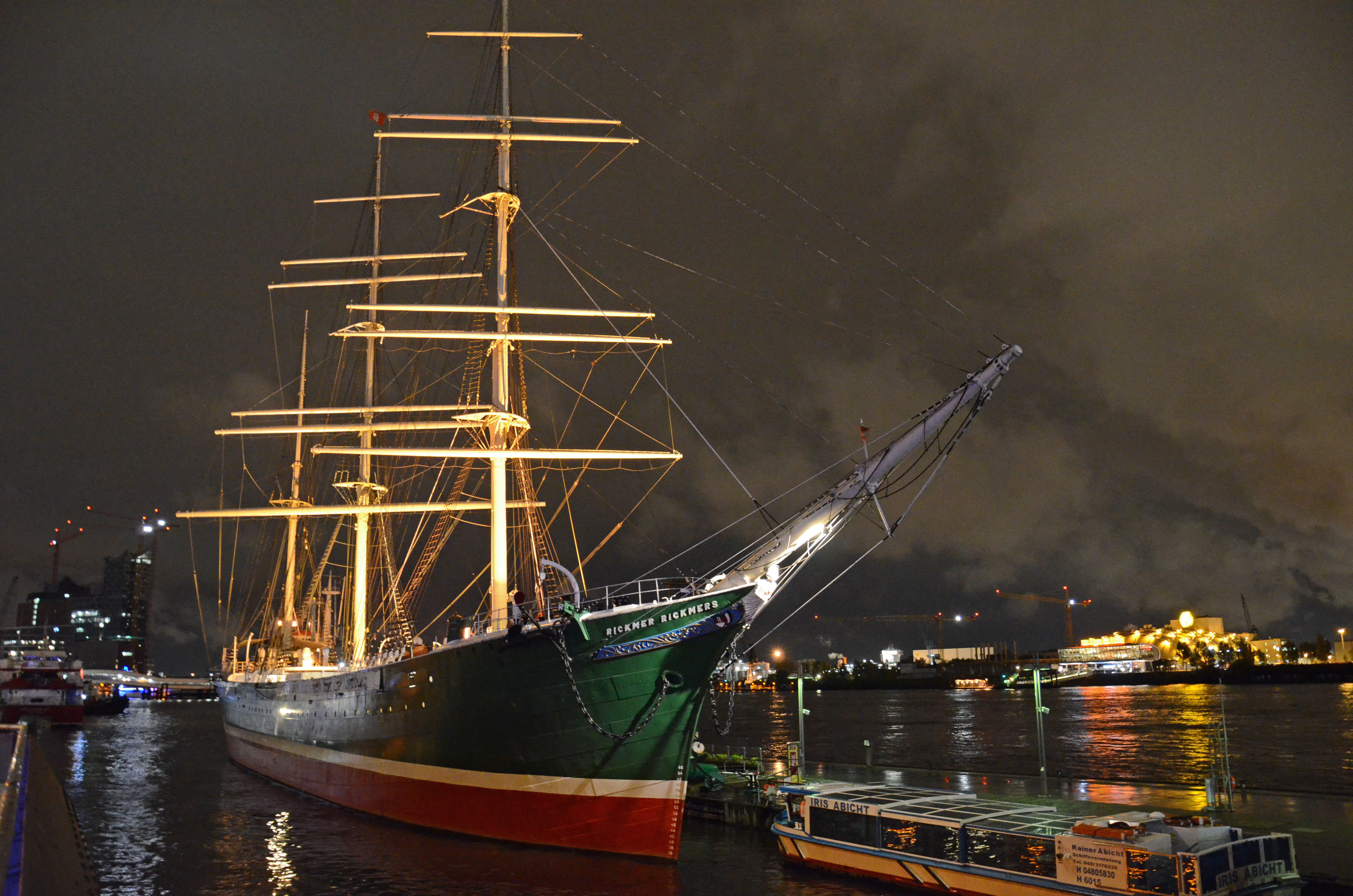
С ночным освещением
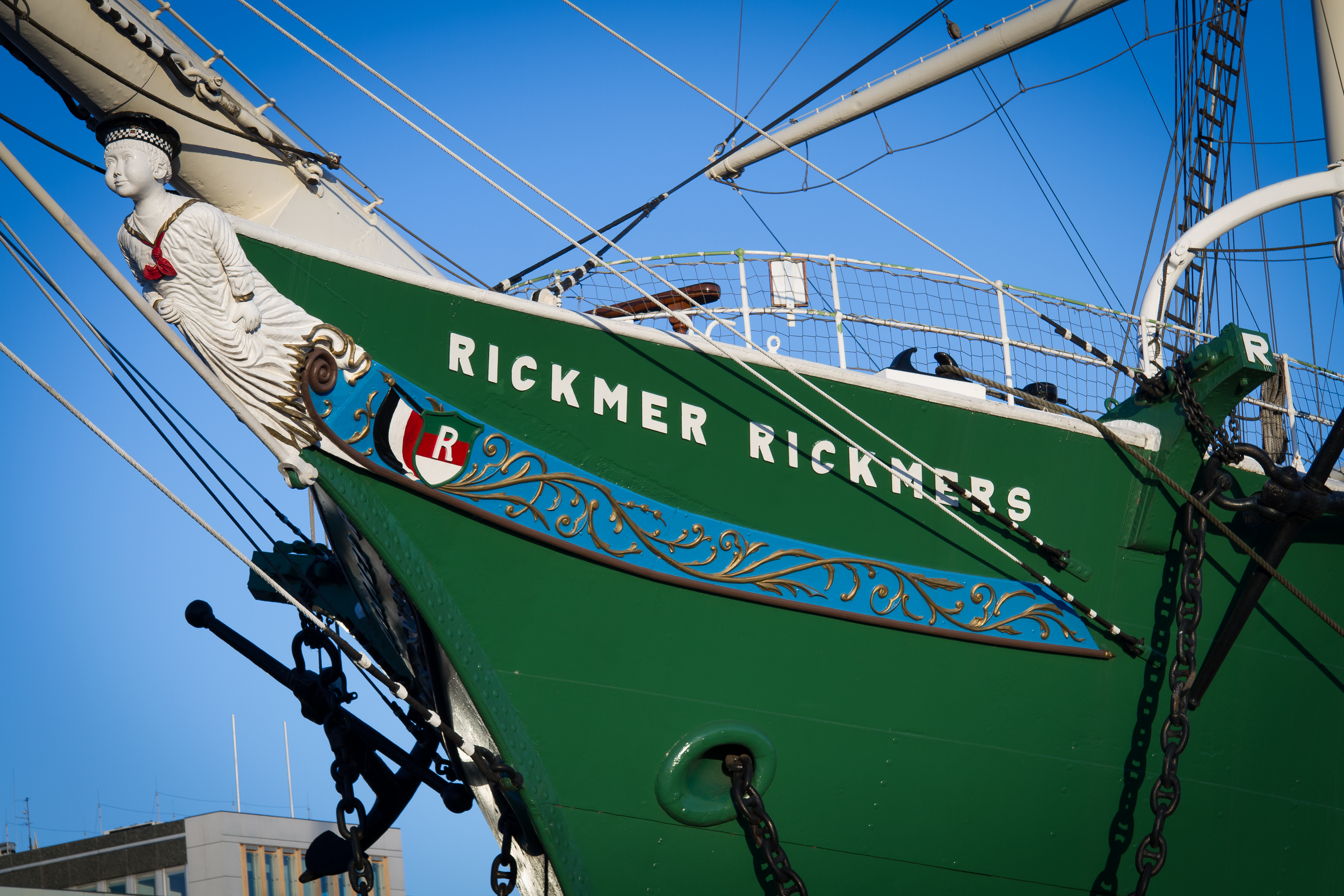
Гальюнная фигура
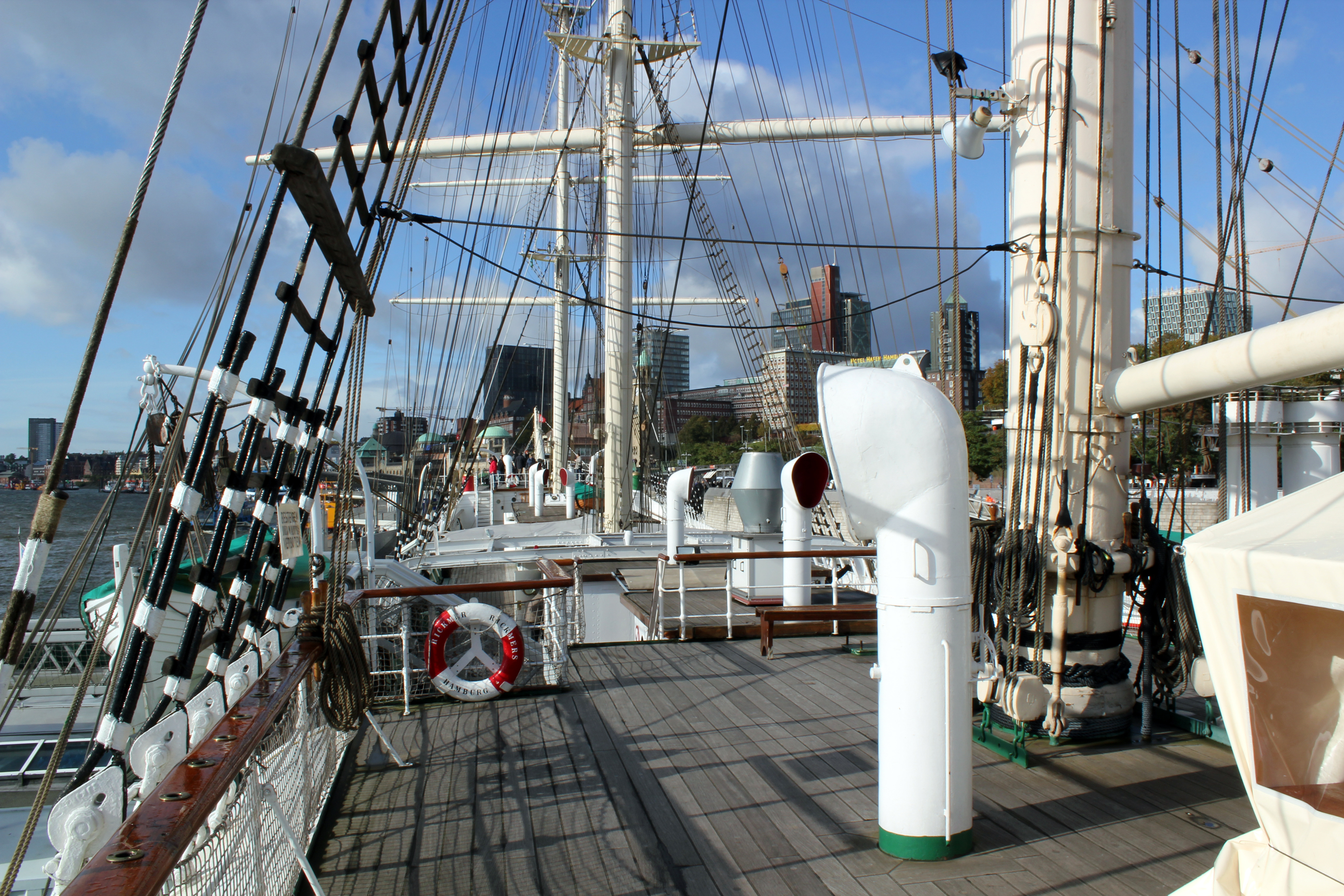
Палуба
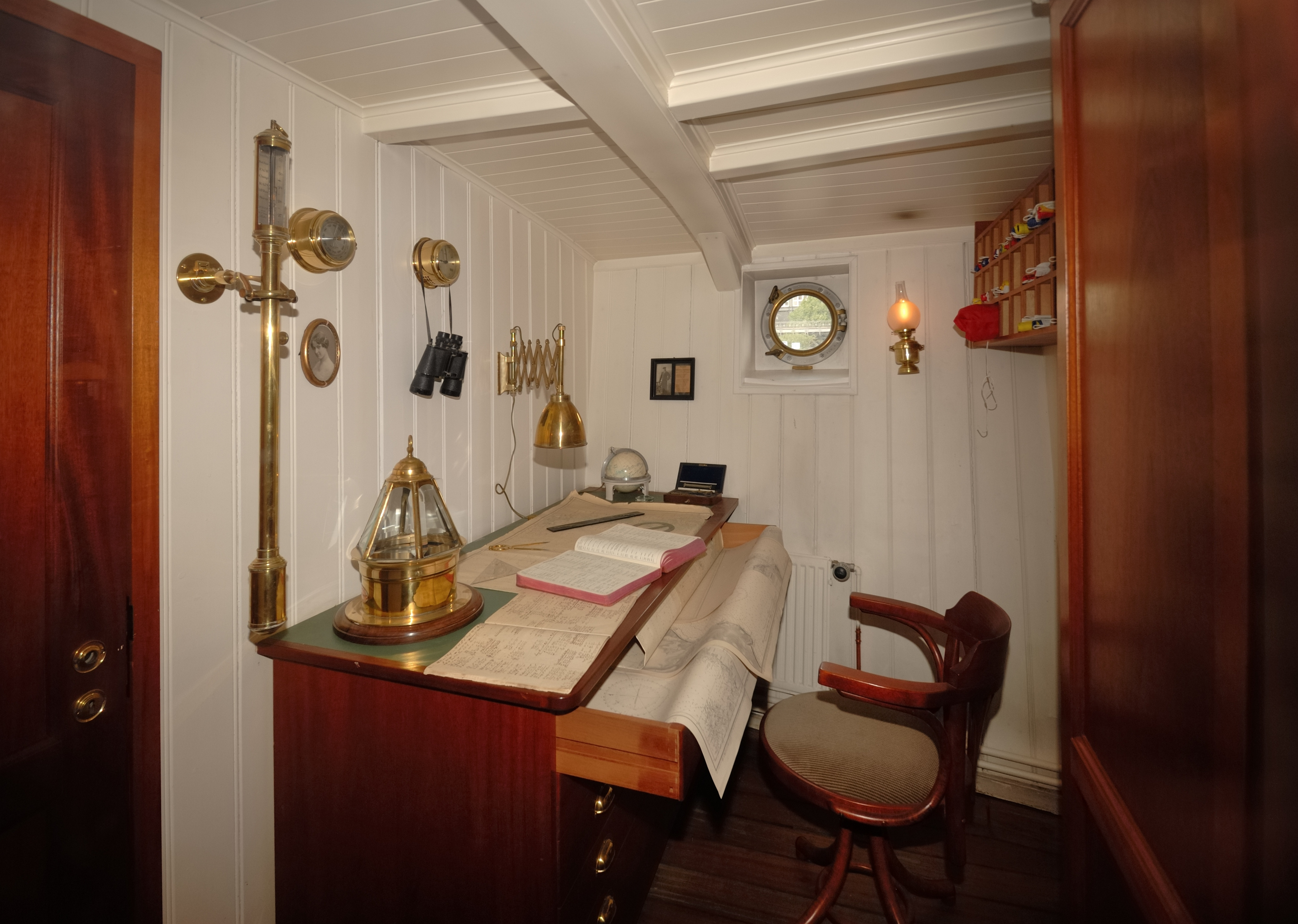
Каюта штурманa

## Комментарии
1. ↑  Видимо, на основании того, что селитра используется при изготовлении пороха и, следовательно, может быть сочтена военным грузом, с каковым кораблям воюющих стран в нейтральные порты заходить нельзя.